# Сучасна археологія
Сучасна археологія — галузь археологічних досліджень, яка зосереджується на найновішому минулому (ХХ та ХХ столітті), а також все більше досліджує застосування археологічного мислення до сучасного світу. Її також називають археологією «сучасного минулого». Використання цього терміну у Великій Британії особливо пов'язане з групою конференцій «Сучасна та історична археологія в теорії» (CHAT). Поле є частиною історичної археології або археології сучасності. На відміну від етноархеології, сучасна археологія вивчає недавнє та сучасне минуле як власне, а не для розробки моделей, які можуть інформувати дослідження більш віддаленого минулого.

## Область застосування
Дослідження у цій галузі, що часто ґрунтуються на антропологічних дослідженнях матеріальної культури, але характеризуються застосуванням традиційних археологічних методів і практик у нових сферах, загалом мають на меті зробити археологічний внесок у ширші соціологічні дослідження сучасного світу, зосереджуючись, зокрема, на методах вивчення матеріальних речей (об'єктів, ландшафтів, будівель, матеріальної спадщини тощо) у соціологічних, географічних і політичних дослідженнях сучасного світу. Особливого розвитку цей напрям набув у сфері управління спадщиною, наприклад, завдяки програмі «Зміна і творення», що реалізується організацією English Heritage, присвяченій ландшафтам кінця ХХ століття. Таким чином, сучасна археологія має на меті дослідити характеристики різноманітних і швидких змін у мікро- та макромасштабах за допомогою ряду звичайних та експериментальних археологічних методів дослідження. Як і будь-яка археологічна наука та практика, сучасна археологія використовує підходи як індуктивного, так і дедуктивного міркувань, які можуть включати археологічне моделювання.
Квентін Льюїс визнав, що сучасна археологія має міцніші позиції у Великій Британії та Європі, ніж у Північній Америці, або, принаймні, поки що не є особливо впізнаваною науковою нішею у США. Робота науковців у Великій Британії та Європі звернулася до певної матеріальності, яка, за загальним визнанням, є характерною, якщо не унікальною, наприклад, широке дослідження ландшафтів воєнних дій ХХ століття (наприклад, амбітний проєкт «Пам'ятники холодної війни» від English Heritage, робота Габріели Мошенської про британські бомбосховища та досвід дітей у тилу під час Другої світової війни, дослідження Генріха Нато про норвезьку берегову оборону часів Другої світової війни, а також аналіз Альфредо Гонсалеса-Руйбаля про пам'ятники громадянської війни в Іспанії); робота Лори МакАтакні про «стіни миру» в Північній Ірландії; дослідження Анни Бадкок і Роберта Джонстона про табори протесту в Дербіширі; сучасні графіті (Пол Грейвз-Браун і Джон Скофілд спритно захопили багатьох журналістів і поставили під сумнів цінність археологів своєю оцінкою графіті гурту Sex Pistols). Проте, незважаючи на всі ці відмінні виміри британської та європейської спадщини, ми, безумовно, можемо вказати на стільки ж не менш цікавих матеріальних досвідів у кожному куточку Північної Америки. Певна видимість сучасної археології неминуче пов'язана з британською та європейською готовністю проводити матеріальний аналіз, який не потребує розкопок. За межами Північної Америки величезна кількість науковців називають себе археологами, вивчаючи простір, забудоване середовище та широкий спектр матеріальних речей, не обов'язково орудуючи при цьому лопатою. У США історична археологія зайняла особливо продуктивну нішу, зосередившись на польових розкопках і повсякденній матеріальності, і значна частина нашого навчання присвячена польовим методам і аналізу різноманітних предметів, таких як кераміка, скло і фауністичні рештки, які зазвичай знаходять під час розкопок майже на будь-якому місці історичного періоду.
Незважаючи на історію, яка сягає, принаймні, проєкту «сміттєзнавства» Вільяма Ратьє сучасна археологія залишається новою субдисципліною в університеті. Залишаючи зосереджену на здатності археології розповідати історії, що виходять за межі офіційного чи формального дискурсу, сучасна археологія має потенціал запропонувати значну політичну критику.